# Почтовый ордер

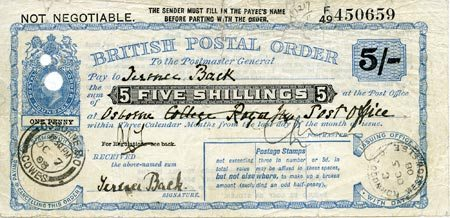
Один из самых известных почтовых ордеров в истории — тот, который якобы был обналичен Джорджем Арчером-Ши

Почтовый ордер или  почтовый бон (англ. postal order или postal note) — название бланков почтовых денежных переводов (денежных почтовых карточек) с напечатанным знаком почтовой оплаты, предназначенных, как правило, для отправки почтой небольших сумм и представляющих собой упрощённый вид почтового денежного перевода. Является финансовым инструментом.

## Описание
Почтовый ордер приобретается в почтовом отделении и оплачивается в другом почтовом отделении указанному в нём получателю. При этом покупателем уплачивается небольшой сбор за эту услугу, известный как сбор за перевод (poundage). В США он известен как «postal money order» (почтовый денежный ордер). Почтовые ордера являются не законным платёжным средством, а видом векселя, аналогичным чеку.

## История

### Великобритания

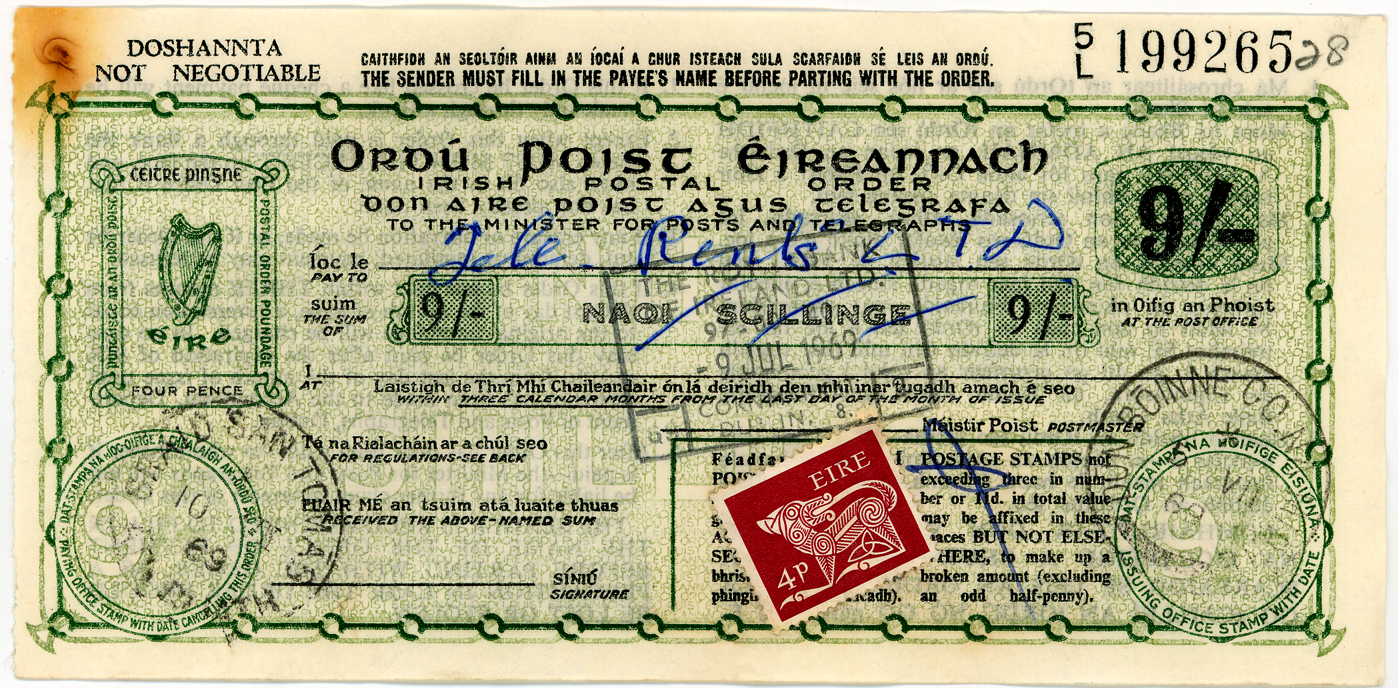
Ирландский почтовый ордер номиналом в 9 шиллингов с дополнительной почтовой маркой, использованный в 1969 году. Использованные почтовые ордера встречаются редко, потому что большинство уничтожалось при погашении или обналичивании в почтовом отделении или банке

Почтовый ордер является прямым потомком денежного ордера (money order), созданного частной компанией в 1792 году. Во время Первой мировой и Второй мировой войн британские почтовые ордера были временно объявлены законным платежным средством в целях экономии бумаги и труда.
Почтовые ордера можно приобретать и погашать в почтовых отделениях на территории Великобритании, хотя кроссированный почтовый ордер должен быть оплачен на банковский счет. До апреля 2006 года они поступали с фиксированной номинальной стоимостью, но из-за возросшей популярности они подверглись переработке, чтобы сделать их более гибкими и безопасными. Теперь получатель и стоимость указывается на них в момент приобретения, что делает их более похожими на чек. Сбор за использование такой формы платежа попадает в одну из трех групп — подробности доступны на сайте почтового ведомства Архивная копия от 11 апреля 2018 на Wayback Machine. Максимальная стоимость почтового ордера составляет 250 фунтов стерлингов, а сумма сбора ограничена 12,50 фунта стерлингов.
Несмотря на конкуренцию со стороны чеков и электронных платежей, почтовые ордера сохраняют свою привлекательность для клиентов, особенно в качестве формы платежа за совершение покупок в интернете, так как они выставляются на счета почтового ведомства, поэтому продавец может быть уверен в том, что они будут приняты к оплате. Кроме того, они позволяют лицам, не имеющим банковского счета, в том числе несовершеннолетним, совершать небольшие финансовые транзакции без потребности в наличных средствах. Почтовые работники в Великобритании при обучении пользуются аннулированными или погашенными ордерами.

### Международное использование почтовых ордеров Великобритании

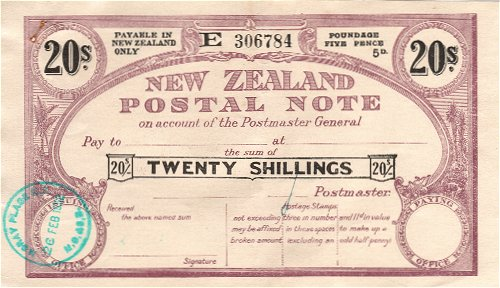
Почтовая нота Новой Зеландии номиналом 20 шиллингов (1952)

Использование почтовых ордеров (или почтовых нот (postal notes) в некоторых странах) распространялось на большинство государств, которые сейчас входят в британское Содружество Наций, а также на некоторые зарубежные страны, такие как Иордания, Египет и Таиланд.

### США
Впервые почтовые ордера были эмитированы в США в 1945—1951 с целью упрощения оформления операции перевода. Они назывались «Postal Notes» и на них было впечатано обозначение суммы в долларах США в размере максимум 10 долларов. Для указания суммы в центах на них дополнительно наклеивались переводные марки, так называемые «Postal Note Stamps».
Почтовые денежные ордера США (Postal Money Orders) внешне выглядят как тратта, выставленная на счет, принадлежащий Почтовой службе США, при этом Почтовая служба США требует от покупателя заранее знать, где данный инструмент будет предъявлен к оплате. Только специальные, более дорогие международные почтовые денежные ордера США (International Postal Money Orders) могут быть предъявлены к оплате за рубежом. В США международные почтовые ордера — розового цвета, а внутренние почтовые ордера — зелёного цвета.

### Канада
Канада имела собственные почтовые ордера (под названием «почтовые ноты») с 1898 года до 1 апреля 1949 года, когда они были аннулированы и выведены из обращения.
В почтовом отделении Почтовой службы британских войск в Саффилде в провинции Альберта почтовые ордера Великобритании выдавались ещё в июле 2006 года.

## Коллекционирование
Почтовые ордера набирают популярность в качестве предметов коллекционирования, особенно среди бонистов, собирающих банкноты.
В Великобритании действует нумизматическая организация под названием «Общество коллекционеров почтовых ордеров» (Postal Order Society), учрежденное в 1985 году и имеющее членов как внутри страны, так и за рубежом. Общество проводят два раза в год почтовые аукционы почтовых ордеров и сопутствующих материалов из стран британского Содружества.

## Ордера военных магазинов

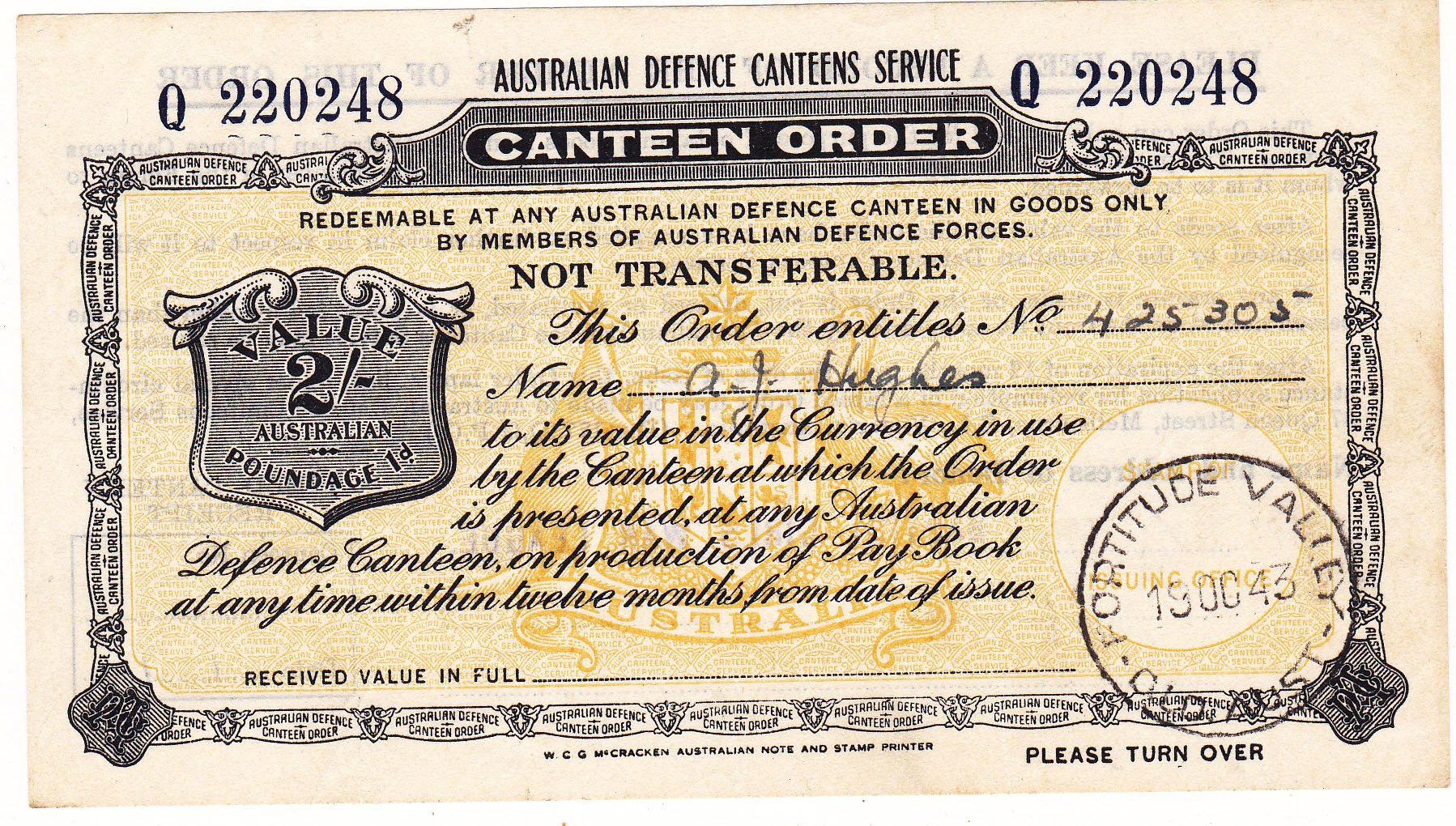
Этот ордер военного магазина не был использован, поскольку получатель находился на базе королевских ВВС в Англии и, вероятно, не имел доступа к австралийским военным магазинам

Ордер военного магазина (canteen order) является видом почтового ордера, который использовался в Австралии во время Второй мировой войны. Приобретаемый в почтовых отделениях, он не был денежным инструментом, а выплачивался военнослужащим товарами из военных магазинов.